# 鍋島直大
鍋島 直大（なべしま なおひろ、1846年10月17日〈弘化3年8月27日〉- 1921年〈大正10年〉6月19日）は、江戸時代末期（幕末）の大名。明治・大正時代の政治家、外交官。位階・勲等・爵位は従一位勲一等侯爵。
肥前佐賀藩第11代藩主（最後）、同藩初代藩知事、駐イタリア特命全権公使、元老院議官、宮中顧問官、式部長官、全国神職会会長などを歴任。第10代藩主・鍋島斉正（直正）の長男。李晋・李玖兄弟は曾孫にあたる。初名は直縄（なおただ）で、明治維新以前は将軍・徳川家茂の偏諱を冠し茂実（もちざね）と名乗っていた。

## 来歴・人物

### 幕末

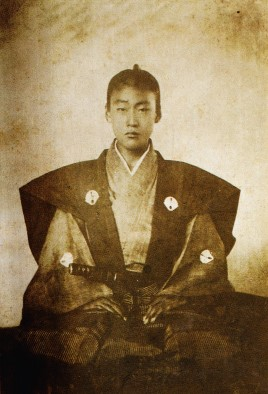
若い頃

父・鍋島直正（当時は斉正）の正室・盛姫（11代将軍・徳川家斉の十八女）には子がなく、37歳で早逝したため継室として迎えた田安徳川斉匡の十九女・筆姫（1830年 - 1886年）の嫡男として1846年（弘化3年）8月27日に江戸で生まれる。なお、実母は側室・濱（姉川鍋島茂郷）の娘）。幼名は淳一郎、後に直縄、茂実、1868年より直大。後の外交官で洋画家の百武兼行は淳一郎の4つ上のお相手役だった。
嘉永2年（1849年）、当時不治の病とされた牛痘の治療のため、藩医であった伊東玄朴が痘苗の入手を進言し、藩はオランダ商館に種痘苗の入手を依頼した。出島の医師オットー・ゴットリープ・モーニッケがバタヴィアから牛痘苗を入手し、1848年7月に佐賀藩医の楢林宗建の息子に接種した。これを直正は4歳の淳一郎（直大）にも施させた。
文久元年（1861年）、将軍・徳川家茂から茂の偏諱と松平の名字を与えられる。同年11月20日、父の隠居により16歳で佐賀藩主を襲封した。藩政刷新を進め、藩の殖産としてパリ万国博覧会（1867年）に有田焼を出展している。慶応4年（1868年）の戊辰戦争では政府軍に組みし、佐賀藩兵を率いて指揮を執り、東北に派兵、各地を転戦した。とくに関東に移ってからは上野戦争や野洲梁田で戦い、5月、下総野鎮撫府に任命されると下総国、上総国の監督にあたった。しかし下野国での旧幕軍との戦闘が激しくなり、佐賀藩士を駐屯させたまま6月に鎮撫府を宇都宮城に移すなどして7月まで勤めた。

### 明治以降

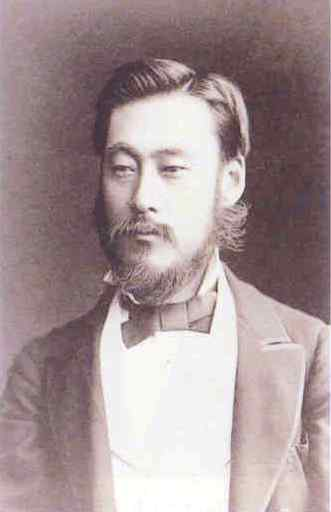
明治前期の鍋島直大

明治政府に出仕すると、軍制改革と海軍創設の急務を説き、議定職外国事務局輔、横浜裁判所副総督、外国官副知事等、江戸開市取扱総督等を歴任した。父の代にオランダから佐賀藩が購入し明治政府が徴発していた軍艦電流丸で、慶応4年（1868年）3月26日、大阪の天保山沖で日本初の「観艦式」に旗艦として臨んだ。翌明治2年（1869年）には版籍奉還の上表書に薩長土肥の1国として連署。また同年、議政官が行政官に統合された折、官吏公選の後に参与を免ぜられ麝香間祗候を命ぜられた。また戊辰戦争の功績で賞典禄2万石を賞与された。この頃直大は戊辰戦争で亡くなった藩士を奉じて佐賀縣護國神社を建てた。
明治4年（1871年）、廃藩置県により佐賀藩知事となったがこれを辞して岩倉使節団としてアメリカに留学、また明治6年（1873年）には2人の弟直虎・直柔とともにイギリスに留学している。直大は、オックスフォード大学で文学研究の勉学に励んだ。そのため、この間に起きた島義勇・江藤新平らが起こした佐賀の乱の際には日本に居なかった。留学中の明治9年には東京府渋谷町大山の紀州徳川家下屋敷を買い、維新で失職した武士を集めて茶園「松濤園」を開いた（現在の松濤や鍋島松濤公園の由来）。
1878年（明治11年）に帰国すると、翌年外務省御用掛となり、明治12年（1879年）には渡辺洪基、榎本武揚らと東京地学協会設立、徳大寺実則、寺島宗則らと共同競馬会社設立などに動き、明治13年（1880年）駐イタリア王国特命全権公使となる。次女の伊都子はこのとき産まれた子で、名前は出生地のローマ（“イタリアの都”）にちなむ。公使としての活躍は、横浜の豪商・伏島近蔵の渡伊日記などに記録が残っている。
明治15年（1882年）帰国し、元老院議官、宮中顧問官等を歴任。明治天皇・大正天皇の信頼も厚かった。明治16年（1883年）には数少ない洋行帰りの名士として鹿鳴館や上野不忍池の競馬場の運営、外国人居留地や避暑地の整備、鉄道建設、音楽推進など井上馨とともに近代化政策を牽引した。
イタリア帰りであることから、夫人栄子とともに鹿鳴館建設時にダンスを踊れた数少ない華族の一人であり、鹿鳴館のダンス練習会も直大が幹事長をやっていた。
明治17年（1884年）に侯爵に列する。明治19年（1886年）には、大日本音楽会設立、会長となる（副会長には伊澤修二、幹事に村岡範為馳ら）。
明治23年（1890年）2月には貴族院議員となった。同年11月29日の開院式の日には臨御した明治天皇を式部長官として先導して議場に入った。
東京音楽学校開校式、並びに「奏楽堂」落成を記念して開校記念歌「都の春」の作詞を行った。早稲田大学の大学部設置や理工科増設に係る募金計画に協力し、特に理工科新設の際には直大が華族中の筆頭額を申し出、これにより明治41年（1908年）11月に安田善次郎とともに最初の早稲田大学校賓となった。明治44年（1911年）、皇典講究所第4代所長、國學院大學学長に就任した。大正10年（1921年）薨去、享年76。墓地は菩提寺の賢崇寺ではなく青山霊園だったが、鍋島家が平成27年（2015年）に青山霊園の墓所を墓じまいし、佐賀市の春日山御墓所に改葬された。佐嘉神社には父・直正とともに祀られている。
聖徳記念絵画館所蔵の絵画に描かれる鍋島直大
- 聖徳記念絵画館所蔵『大阪行幸諸藩軍艦御覧』（岡田三郎助筆、鍋島直映侯爵奉納）。船は肥前藩軍艦電流丸。甲板から天保山（大坂港）の天皇の御座所を望んでいるのは海軍総督聖護院宮嘉言親王（右から3人目）、肥前藩主鍋島直大（右から2人目）ら[11]。
- 聖徳記念絵画館壁画『歌御会初』（山下新太郎筆、宮内省高等官一同奉納）明治23年1月18日、宮中の鳳凰の間で天皇皇后臨席のもと開かれた歌御会始。天皇の斜め左前が進行役の読師鍋島直大、中央背中の人物は歌を披露している購師北小路随光[12]。
- 聖徳記念絵画館壁画『帝国議会開院式臨御』（小杉未醒筆、貴族院・衆議院奉納）貴族院本会議場において天皇が初代貴族院議長伊藤博文に開院式の勅語を授ける場面。天皇左側に並ぶのは左から順番に侍従西四辻公業、有栖川宮熾仁親王、伏見宮貞愛親王、式部長官鍋島直大、右側に並ぶのは左から順に侍従米田虎雄、山階宮晃親王、小松宮彰仁親王、有栖川宮威仁親王、内閣総理大臣山縣有朋。階下に立つのは初代衆議院議長中島信行[13]

## 年表
- 1861年（文久元年）- 従四位下侍従兼信濃守に叙任（肥前守に改まる）[14]。
- 1868年（明治元年）- 外国事務局権輔[14]。横浜裁判所副総裁を兼任[14]。外国官副知事[14]。
- 1869年（明治2年）- スペインとの和親貿易条約締結の全権委任、正四位下右近衛権少将[14]。
- 1871年（明治4年）- 佐賀県知事。知事職を辞し英国留学[14]。
- 1873年（明治6年）- 帰国するも、英国へ5年間再留学[14]。
- 1879年（明治12年）- 来日するプロイセン王族・イタリア王族およびグラント米前大統領の接伴掛。従三位。外務省御用掛[14]。
- 1880年（明治13年）- イタリア王国特命全権公使に赴任。
- 1882年（明治15年）
  - 5月29日 - 帰国[15]。
  - 5月31日 - 元老院議官・式部頭を兼任[14][15][16]。
- 1884年（明治17年）
  - 7月7日 - 侯爵に叙せられる[15][17]。
  - 10月3日 - 兼任・式部長官[15][18]。
- 1886年（明治19年）2月15日 - 元老院議官を辞す[14][15]。

## 栄典
位階
- 1887年（明治20年）12月26日 - 正三位[19]
- 1897年（明治30年）7月2日 - 正二位[20]
- 1921年（大正10年）6月18日 - 従一位[21]

爵位
- 1884年（明治17年）7月7日 - 侯爵[22]

勲章等
| 受章年                     | 略綬 | 勲章名                   | 備考 |
| -------------------------- | ---- | ------------------------ | ---- |
| 1886年（明治19年）5月29日  |      | 勲二等旭日重光章         |      |
| 1887年（明治20年）12月27日 |      | 金製黄綬褒章             |      |
| 1889年（明治22年）11月25日 |      | 大日本帝国憲法発布記念章 |      |
| 1895年（明治28年）7月23日  |      | 勲一等瑞宝章             |      |
| 1897年（明治30年）6月30日  |      | 旭日大綬章               |      |
| 1915年（大正4年）4月20日   |      | 御紋付銀杯               |      |
| 1915年（大正4年）11月10日  |      | 大礼記念章               |      |
| 1921年（大正10年）6月18日  |      | 旭日桐花大綬章           |      |

外国勲章佩用允許
| 受章年                     | 国籍         | 略綬 | 勲章名                         | 備考 |
| -------------------------- | ------------ | ---- | ------------------------------ | ---- |
| 1882年（明治15年）6月16日  | イタリア王国 |      | サンモーリスエラザル第一等勲章 |      |
| 1885年（明治18年）5月8日   | ロシア帝国   |      | 神聖スタニスラス第一等勲章     |      |
| 1885年（明治18年）5月30日  | ハワイ王国   |      | 王冠勲章ナイトグランドクロス   |      |
| 1888年（明治21年）3月6日   | ロシア帝国   |      | 神聖アンナ第一等勲章           |      |
| 1891年（明治24年）5月1日   | シャム王国   |      | 王冠第一等勲章                 |      |
| 1907年（明治40年）1月17日  | 大清帝国     |      | 頭等第三双龍宝星               |      |
| 1908年（明治41年）12月11日 | 大韓帝国     |      | 大勲位李花大綬章               |      |

## 家族
- 父：鍋島直正（1815–1871）
- 母：濱、瀧村 - 鍋島茂郷の娘
- 正室：駒姫、胤子、祚子 - 胤子は梅渓通善の娘。通善は参議・六条有言の次男で侍従・梅渓通修の養子となり、右近衛権中将、宇佐勅使を経て参議、従三位となり、神祇少副などを歴任した公卿で、子孫に梅溪通虎らがいる[38]。母は甘露寺愛長の娘・親子。1864年直大と結婚。1870年長女の朗子を出産。1874年直大の再渡欧に同行。そこで西洋の文化を身につけるためにダンスやピアノの稽古を始めた。1878年に帰国し、2年後に31歳で病没。胤子と子供たちの世話係として一緒に渡欧した北島以登子（佐賀藩士の娘）は1881年にも直大・栄子夫妻の洋行に同行、1884年から宮内省御用掛に任命され、英語の通弁として昭憲皇太后に仕えた[39][40][41]。
  - 長女：朗子（1870–1949） - 前田利嗣（加賀前田家当主、妹に有栖川宮威仁親王妃の慰子）後室
  - 長男：鍋島直映（1872–1943） - 夫人は筑前福岡藩主黒田長知娘の禎子
- 継室：榮子（1855–1941） - 広橋胤保の娘、前夫は岩倉具視長男の岩倉具義、兄に広橋賢光、藤波言忠
  - 次女：伊都子（1882–1976） - 梨本宮守正王妃、娘・李方子は大韓帝国高宗第7男子・李王李垠妃
  - 三女：茂子（1885–1920） - 九条分家良政夫人、離縁してのち牧野忠篤夫人
  - 四女：信子（1886–1969） - 松平恆雄（会津藩主松平容保六男）夫人、娘・節子は勢津子に改名して秩父宮雍仁親王妃
  - 四男：鍋島直縄（1889–1939） - 鍋島直彬（肥前鹿島藩主）の養子
  - 七女：尚子（1894–1973） - 柳沢保承（柳沢保恵養子）夫人
- 側妾：朝千代 - 大木益知の次女
  - 次男：鍋島貞次郎（1887–1920） - 海軍大尉
  - 三男：南部信孝（1888–？） - 南部信方娘への婿養子
  - 五女：菊子 - 夭折
  - 六女：俊子（1890–1985） - 高松松平家分家松平胖（海軍大佐）夫人
  - 五男：鍋島哲雄（1895–1938） - 夫人は鍋島茂麟娘で後に神代鍋島家鍋島桂次郎の養女
- 養子
  - 女子：篤子（1867–1941） - 阿部正恒（上総佐貫藩藩主）継室、蓮池藩鍋島直紀次女